# Johann Wilhelm Neumayr von Ramsla
Johann Wilhelm Neumayr von Ramsla (ur. 1572, zm. 23 listopada 1641 w Weimarze) – niemiecki historyk wojskowości, podróżnik i ekonomista.
Pochodził ze szlacheckiej rodziny von Ramsla osiedlonej w Turyngii. Niekiedy jego nazwisko zapisywano jako "Neumair", jako pochodzące od "Neumayer". W młodości podróżował po Europie, odwiedzając Włochy, Hiszpanię, Francję, Anglię i Niderlandy. Stał się znany nie tyle dzięki pismom podróżniczym, w których opisywał swoje doświadczenia, ale z publikacji z zakresu historii wojskowości, prawa państwowego i prawa międzynarodowego (prawa narodów - jak wówczas mówiono). Do jego popularniejszych dzieł zaliczano Sonderbarer Tractat von Schatzungen und Steuern (1632). Von Ramsla włączał się w nurt prac kameralistów, szukających rozwiązań ekonomicznych dla państw niemieckich pogrążonych w wojnie trzydziestoletniej. W doktrynie prawa międzynarodowego uważany jest za autora pojęcia "neutralności" państwa, które wyłożył w pracy Von der Neutralität und der Assistenz oder Unparteilichkeit im Kriege (1620). Pozostawił po sobie pokaźną bibliotekę, z której zbiory trafiły do Weimaru i Berlina.